# Balduineum

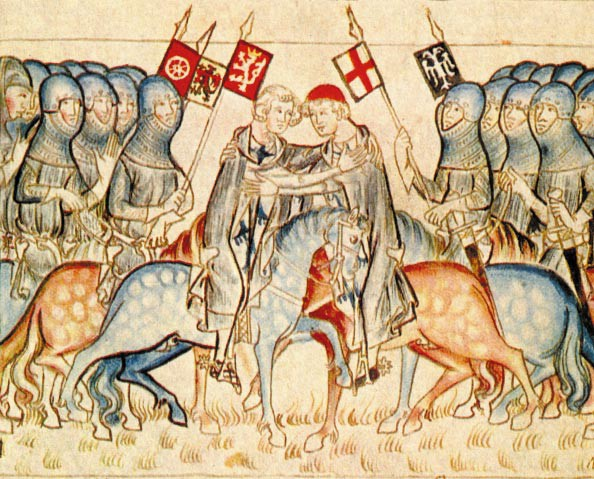
Janovo loučení se strýcem Balduinem

Balduineum aneb Codex Balduini Trevirensis je středověký rukopis z první poloviny 14. století německé provenience. Na 36 listech je zobrazena římská jízda Jindřicha VII. a události, které cestě předcházely. Jedná se o Jindřichovu volbu římským králem, svatbu Jana Lucemburského s Eliškou, dědičkou českého království a průběh dobývání Itálie.
Rukopis vznikl pravděpodobně v letech 1330 až 1340 a je uložen v Zemském archivu v Koblenzi.